# Foncine-le-Bas
Foncine-le-Bas település Franciaországban, Jura megyében. Lakosainak száma 203 fő (2022. január 1.). Foncine-le-Bas Foncine-le-Haut, Lac-des-Rouges-Truites, Chapelle-des-Bois, Fort-du-Plasne és Les Planches-en-Montagne községekkel határos.

## Népesség
A település népességének változása:
| Lakosok száma | 232  | 191  | 175  | 220  | 193  | 196  | 192  | 189  | 193  | 203  |
|               | 1968 | 1982 | 1990 | 2006 | 2013 | 2015 | 2017 | 2019 | 2020 | 2022 |